# Mama Cocha
Nella mitologia inca Mama Cocha ("madre delle acque") era la dea del mare e della pesca, protettrice dei navigatori e dei pescatori. Era la moglie del supremo dio Viracocha.
Le veniva reso omaggio per calmare le acque in tempesta e per ottenere una buona pesca. Spesso veniva identificata con la stessa acqua piovana che scendeva per fertilizzare la terra.
Faceva parte delle "quattro madri" e rappresentava il lato femminile dell'esistenza:
- Pachamama o madre terra
- Mama Nina o madre del fuoco
- Mama Waira o madre dell'aria
- Mama Cocha o madre delle acque